# 확률적 앵무새
확률적 앵무새(stochastic parrot)라는 용어는 기계 학습에서 대형 언어 모델이 그럴듯한 언어를 생성할 수 있지만 자신이 처리하는 언어의 의미를 이해하지 못한다는 이론을 설명하는 비유이다. 이 용어는 에밀리 M. 벤더, 팀닛 게브루(Timnit Gebru), 안젤리나 맥밀란-메이저(Angelina McMillan-Major), 매거릿 미첼(Margaret Mitchell)의 2021년 인공 지능 연구 논문 "On the Dangers of Stochastic Parrots: Can Language Models Be Too Big? 🦜"에서 벤더에 의해 만들어졌다.

## 같이 보기
- 중국어 방
- 인공 신경망
- 딥 러닝
- 구글에 대한 비판
- 잘라내기 기법
- 무한 원숭이 정리
- 생성형 인공지능
- 마르코프 연쇄